# Huamarí
Huamarí fue un grupo musical chileno fundado en 1967 en la ciudad de Santiago, que estuvo activo hasta la década de 1970. Formó parte de los exponentes de la Nueva Canción Chilena, y entre sus integrantes figuraron Marcelo Coulón de Inti-Illimani y Fernando Carrasco, de Quilapayún y Barroco Andino. Además de sus propios álbumes de estudio, colaboraron en otros discos, tales como La población de Víctor Jara en 1972.

## Inicios
La palabra «Huamarí», en lengua indígena, significa «joven». La banda se conformó inicialmente como un trío en 1969, integrándose los otros tres miembros en 1972. Para ese entonces, todos ellos eran estudiantes universitarios: Marcelo Castillo, de diseño teatral; Marcelo Coulón, de ingeniería química; Adrián Otárola, de arquitectura; Manuel Sepúlveda, de tecnología en sonido; Fernando Carrasco, de pedagogía en música, y Luis Vera, de teatro.
En 1971 lanzan su primer LP titulado Chile y América. Su segundo trabajo, Oratorio de los trabajadores de 1972, es interpretado en conjunto con Violeta Ludwig, con letras de Julio Rojas (quien también escribiera los relatos del LP de Inti-Illimani Canto al programa, de 1970) y musicalizado por Jaime Soto León, futuro director de Barroco Andino, banda que fundaría en 1974. Huamarí participó además en una gira con la peña folclórica Chile ríe y canta, y en 1972 participó con la banda Cantamaranto en el disco La población de Víctor Jara. Adicionalmente grabaron el tema «Canción con todos», himno latinoamericano compuesto por los argentinos César Isella y Tejada Gómez, cuya grabación quedó documentada en el libro Rostros y rastros de un canto de 1997, escrito por Antonio Larrea y Jorge Montealegre.

## Integrantes
Los integrantes fueron:
- Adrian Otarola (1967-1973)
- Darío Orellana (1967-1971)
- Marcelo Castillo (1967-1973)
- Guillermo Basterrechea (1968-1973)
- Jorge Villalón (1969-1970)
- Marcelo Coulon (1970-1973)
- Ramiro González (1971-1972)
- Luis Vera (1971-1973)
- Fernando Carrasco (1972-1973)
- Manuel Sepúlveda (1972-1973)

## Discografía
- 1971 - Chile y América
- 1972 - Oratorio de los trabajadores

### Sencillos
- 1972 - El caracol / Canción con todos

### Colectivos
- 1973 - Chants de luttes du Chili

### Colaboraciones
- 1972 - La población (de Víctor Jara)